# Dompo
El dompo (o dumpo, o ndmpo) és una llengua guang septentrional que està en perill d'extinció que es parla a la regió Brong-Ahafo de Ghana. Segons l'ethnologue el 1999 només hi havia 65 dompo-parlants d'una població de 970 dompos. Segons el joshuaproject hi ha 1.300 dompos. El seu codi ISO 639-3 és doy i el seu codi al glottolog és domp1238.
Segons Blench, el dompo és molt similar al gonja i fa tres hipòtesis sobre la seva classificació lingüística:
1. El dompo és un dialecte del gonja que ha rebut molta influència d'altres llengües.
2. El dompo és una llengua guang relacionada amb el gonja, de la que ha rebut molta influència.
3. El dompo és una llengua de la que no es coneix les arrels que ha rebut molta influència de la llengua gonja i d'altres llengües guangs.

## Família lingüística
Segons Ethnologue el dompo forma part del subgrup de llengües guangs septentrionals, que formen part de la família de les llengües kwa, que són llengües Benué-Congo. Les llengües guangs septentrionals són: el chumburung, el dwang, el foodo, el gikyode, el ginyanga, la llengua gonja, el kplang, el krache, el nawuri, el nchumbulu, el nkami, el nkonya i el tchumbuli. Segons el glottolog el dompo és una de les dues llengües del subgrup de llengües dompo-gonja, que formen part de les llengües guang septentrionals. El dompo i el gonja són les úniques llengües d'aquest subgrup.

## Situació geogràfica i pobles veïns
El dompo es parla a la zona de Dompofie que està situada al districte de Banda a la regió de Brong-Ahafo. El dompo no apareix al mapa lingüístic de Ghana de l'ethnologue.

## Sociolingüística, estatus i ús de la llengua
El dompo és una llengua que està en desplaçament (EGIDS 7): Està en perill d'extinció perquè no està estandarditzada, té molt pocs parlants i que, malgrat que la generació adulta la coneix, no es transmet a les noves generacions. Això representa que està en problemes per subsistir, però que es podria recuperar perquè persones de la generació de tenir fills encara la coneixen. El dompo és una llengua que no té escriptura. Els dompos també parlen la llengua nafaanra.